# Серебристая мухоловка
Серебристая мухоловка (лат. Empidornis semipartitus) — африканский вид воробьинообразных птиц из семейства мухоловковых (Muscicapidae), выделяемый в монотипический род Empidornis.

## Описание
Длина тела составляет 17—20 см; длина крыла у суданских популяций — 8,2—9,5 см, у восточноафриканских популяций — 9,5—10,1 см.
Эти птицы населяют сельские сады, засушливые саванны, субтропические и тропические (низменные) засушливые луга. Распространены в западном и южном Судане, западной Эфиопии, северной и восточной Уганде, западной Кении и северной Танзании.

## Синонимы
В синонимику вида входят следующие биномены:
- Muscicapa semipartita Rüppell, 1840
- Melaenornis semipartitus (Rüppell, 1840)[6]